# Cape foot
Cape foot war eine englische Längeneinheit zur Landvermessung. 
Das Maß wurde von niederländischen Siedlern (Buren) im siebzehnten und achtzehnten Jahrhundert in Südafrika eingeführt und galt bis zur Einführung des metrischen Systems. Im Jahr 1859 wurde das Cape foot per Gesetz in der Kapkolonie (Südafrika) verbindlich.
Durch die Festlegung des internationalen Fuß (Foot) auf exakt 0,3048 m entspricht:
- 1 Cape foot = 1,033 Foot = 0,3148584 Meter